# ГЕС Логан-Мартін
ГЕС Логан-Мартін — гідроелектростанція у штаті Алабама (Сполучені Штати Америки). Знаходячись між ГЕС Neely Henry (вище по течії) та ГЕС Лей, входить до складу каскаду на річці Куса, правій твірній річки Алабама (дренує південне завершення Аппалачів та після злиття з Томбігбі впадає до бухти Мобіл на узбережжі Мексиканської затоки).
У межах проекту річку перекрили комбінованою греблею висотою від тальвегу 29 метрів (від підошви фундаменту 43 метра), яка включає центральну бетонну частину довжиною 190 метрів та бічні земляні ділянки загальною довжиною 1676 метрів. Вона утримує витягнуте по долині Куси на 78 км водосховище з площею поверхні 61,8 км2 та об'ємом 337 млн м3 (у випадку повені до 640 млн м3). У цій водоймі відбувається коливання рівня між позначками 140,2 та 141,7 метра НРМ (під час повені — до 145,4 метра НРМ), що забезпечує корисний об'єм у 83,5 млн м3.
Інтегрований у греблю машинний зал обладнали трьома пропелерними турбінами потужністю по 42,8 МВт, які працюють при напорі у 19,8 метра.